# Ernest Gjoka
Ernest Gjoka (Tirana, 25 gennaio 1970) è un allenatore di calcio e dirigente sportivo albanese, tecnico del Skënderbeu.

## Carriera
Nel 2014 vince con il Flamurtari Valona la Kupa e Shqipërisë 2013-2014.

## Palmarès

### Competizioni nazionali
- Coppa d'Albania: 1

Flamurtari Valona: 2013-2014
- Supercoppa d'Albania: 1

Kukësi: 2016
- Campionato albanese: 1

Kukësi: 2016-2017
- Campionato macedone: 1

Škendija: 2020-2021